# Believe in Him
Believe in Him je gospel album Johnnyja Casha, objavljen 1986. u izdanju Word Recordsa. Uključuje akustične aranžmane klsičnih gospel pjesama. Pjesmu "Belshazzar" Cash je već bio snimio za Sun Records.

## Popis pjesama
1. "Believe in Him" – 3:25
2. "Another Wide River to Cross" - 2:25
3. "God Ain't No Stained Glass Window" – 3:07
4. "Over There" – 3:12
5. "The Old Rugged Cross" (s Jessi Colter) - 2:25
6. "My Children Walk in Truth" – 2:39
7. "You're Driftin' Away" – 1:35
8. "Belshazzar" – 2:51
9. "Half a Mile a Day" – 3:21
10. "One of These Days I'm Gonna Sit Down and Talk to Paul" – 3:04

## Izvođači
- Johnny Cash - vokali, gitara